# Sidi Ifni
Sidi Ifni (in berbero: ⵉⴼⵏⵉ, Ifni, in arabo سيدي إفني‎?) è una città del Marocco, nell'omonima provincia, nella regione di Guelmim-Oued Noun, sull'Oceano Atlantico. Ha una popolazione di circa 20 000 abitanti. L'economia della città si basa sulla pesca.

## Storia
Nella zona, nel 1476, venne fondato dagli spagnoli un insediamento col nome di Santa Cruz de la Mar Pequeña, che rimase spagnolo fino al 1524 quando fu riconquistato dal Marocco.
Storicamente, Sidi Ifni dovrebbe essere la localizzazione di Santa Cruz de la Mar Pequena, il luogo dell'antica fortezza spagnola tra Agadir e Tarfaya. Nel 1860, dopo la Guerra Ispano Marocchina, Sidi Ifni e il suo territorio vennero ceduti dal Marocco alla Spagna col Trattato di Tangeri. Inoltre nel 1884 la Spagna acquistò l'odierno Sahara Occidentale. La Spagna amministrò il territorio di Ifni e il Sahara Occidentale assieme, con il nome di Sahara Spagnolo, o Río de Oro e Saguia el-Hamra.
Il Marocco invase Ifni nel 1957 (eccetto la capitale, Sidi Ifni). Nel 1969, sotto pressione marocchina, la Spagna restituì Sidi Ifni al Marocco.

## Galleria d'immagini

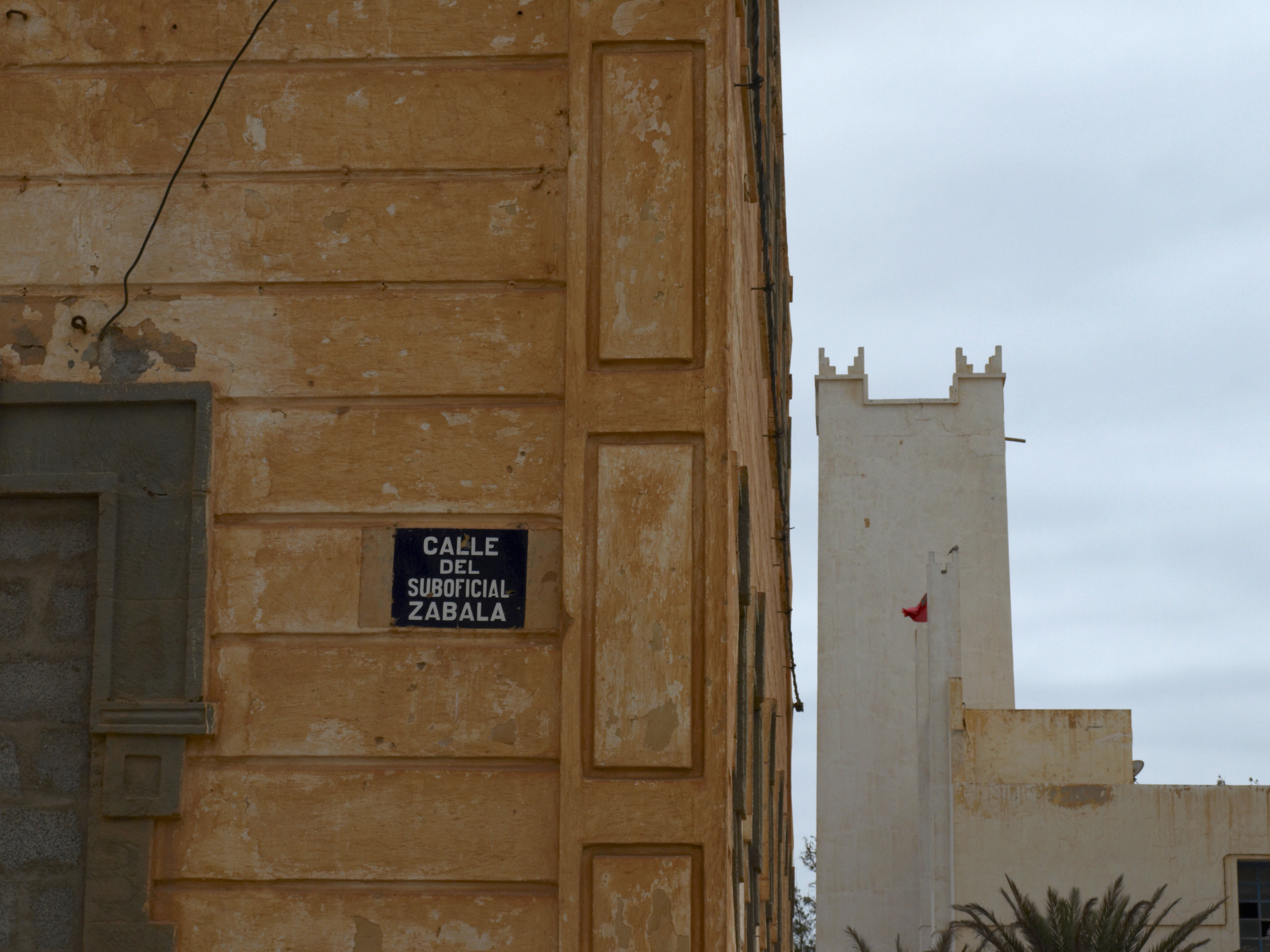
Centro di Sidi Ifni
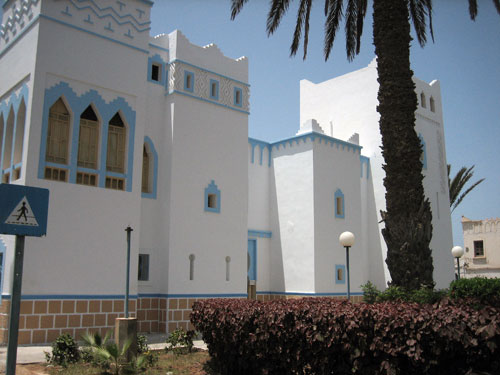
Il Palazzo del Governatore
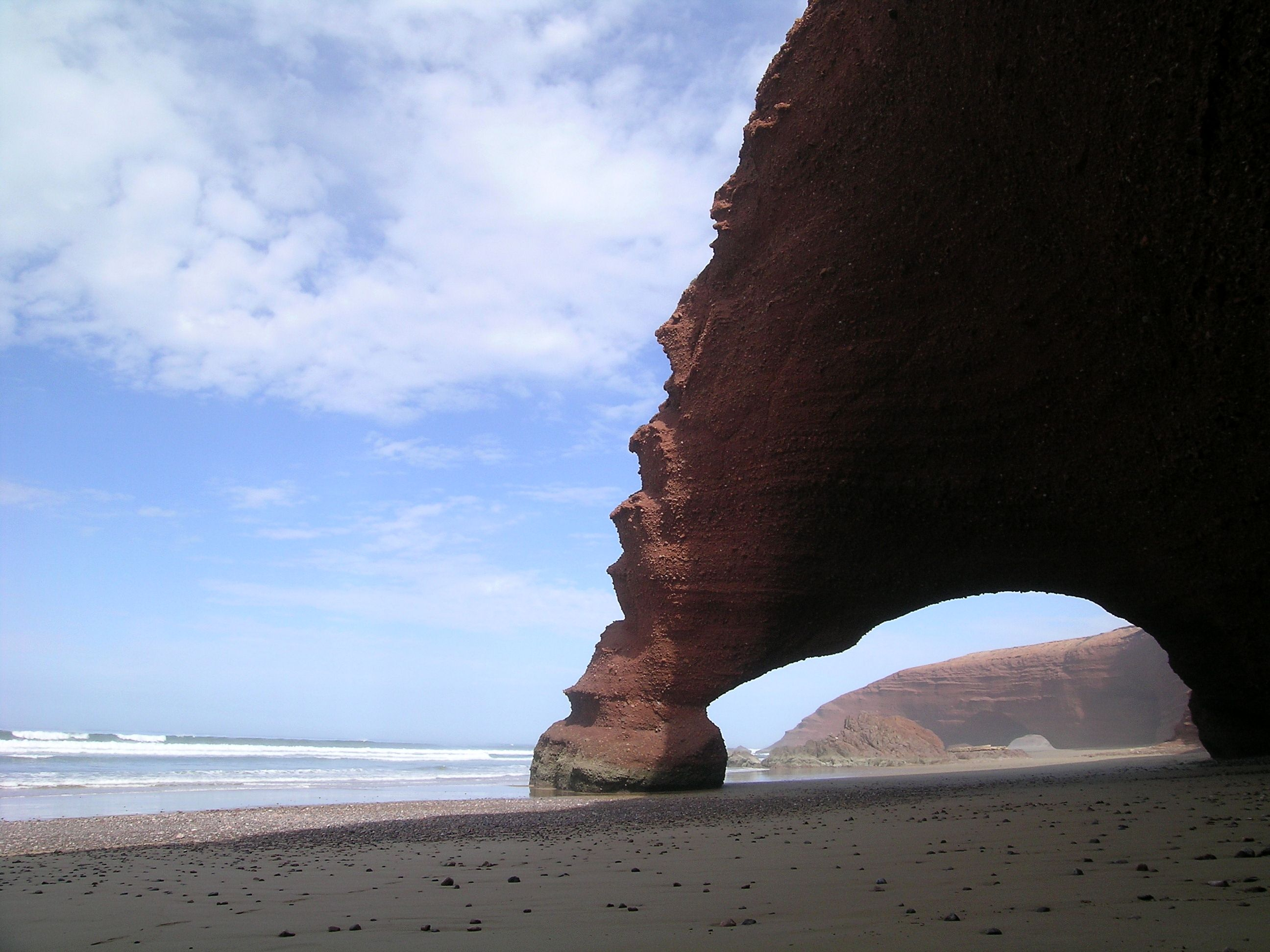
Arco di Legzira (crollato per erosione il 23 settembre 2016[2][3])
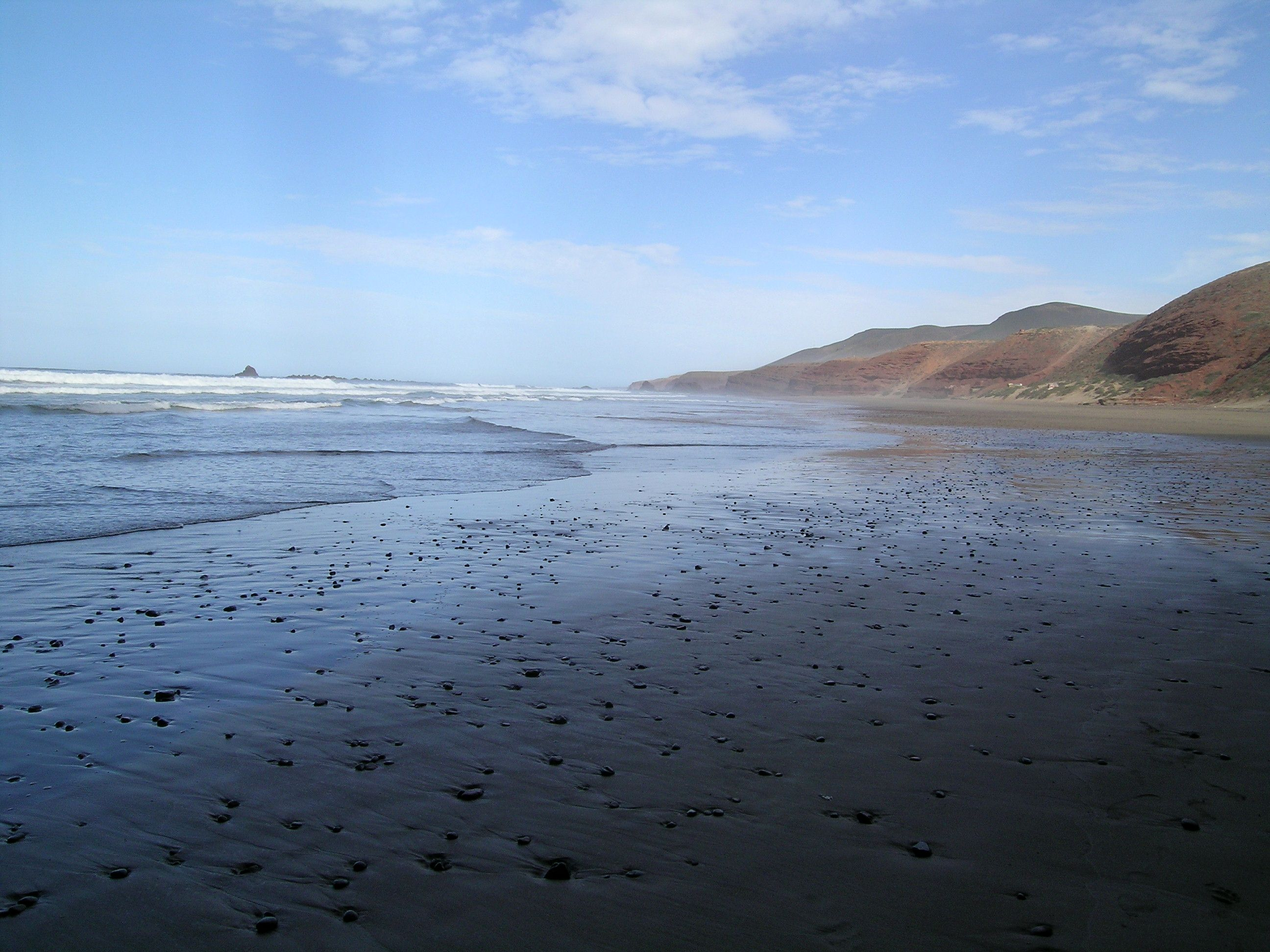
Spiaggia di Legzira
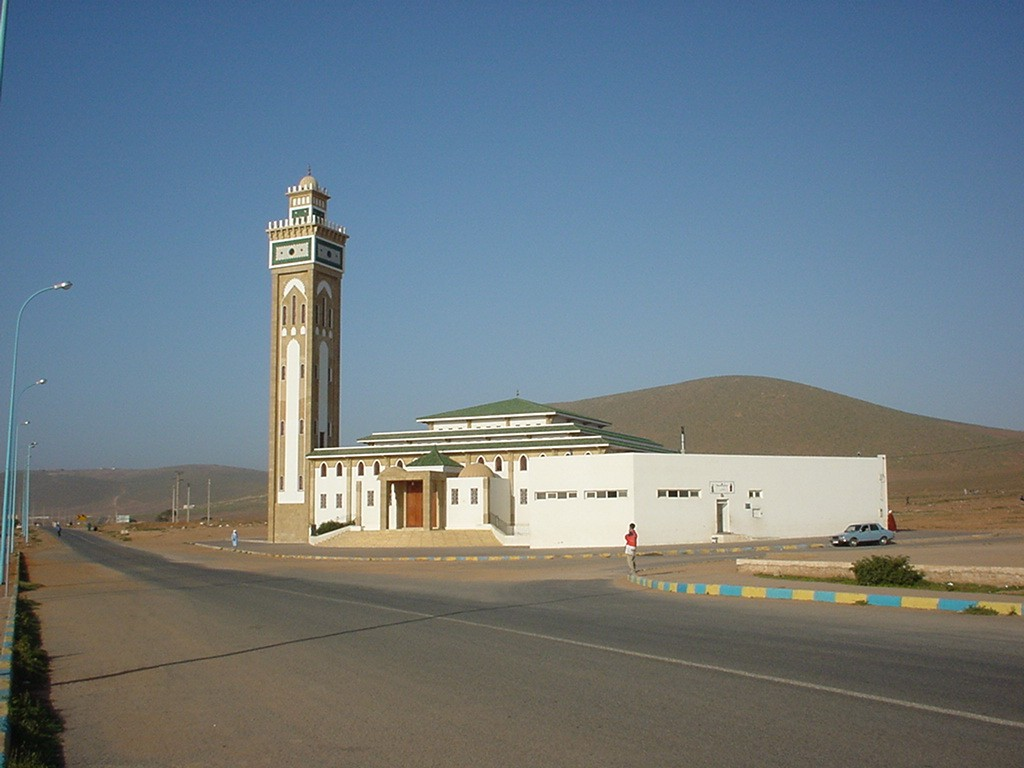
La moschea
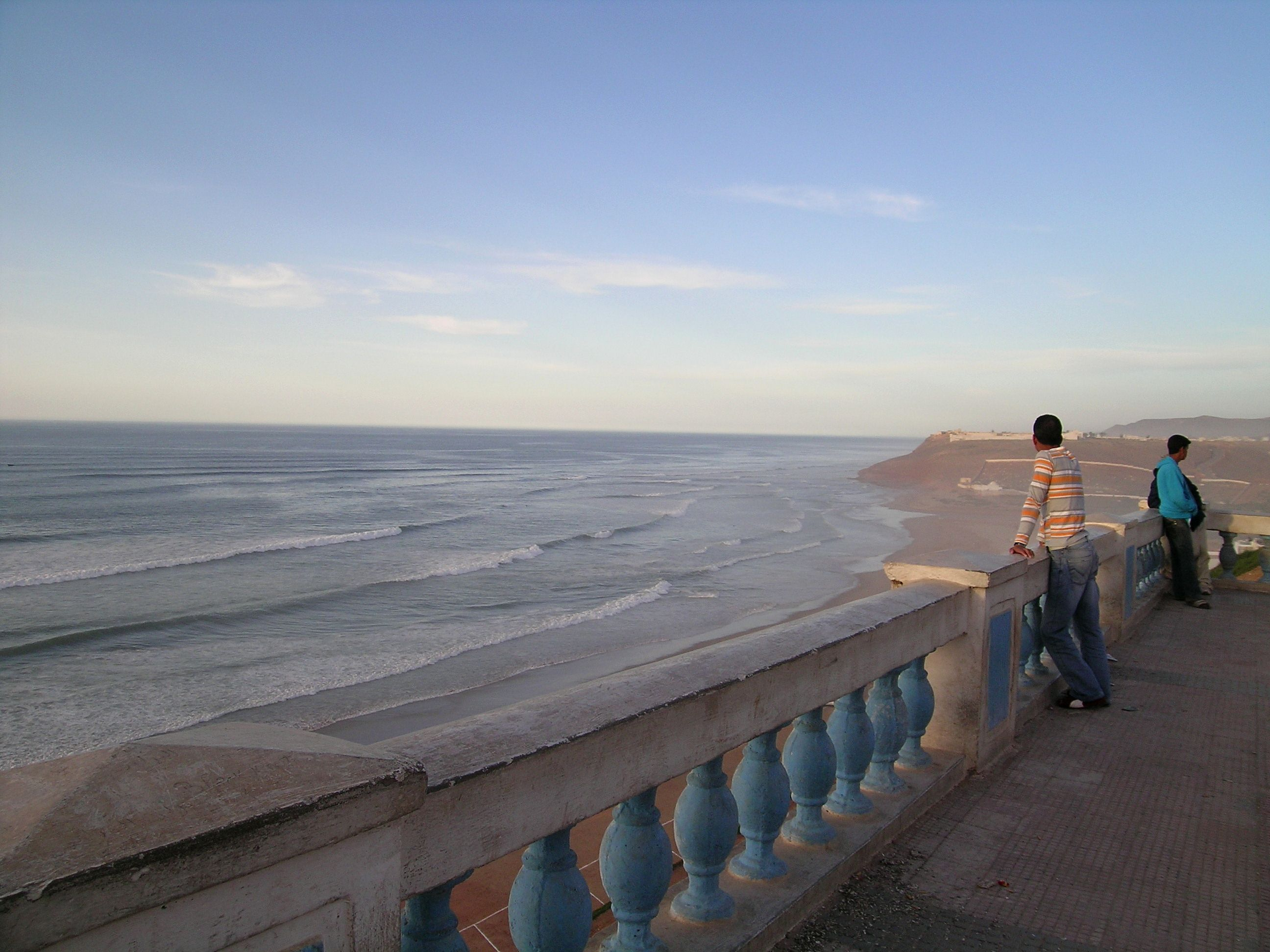
Spiaggia di Sidi Ifni
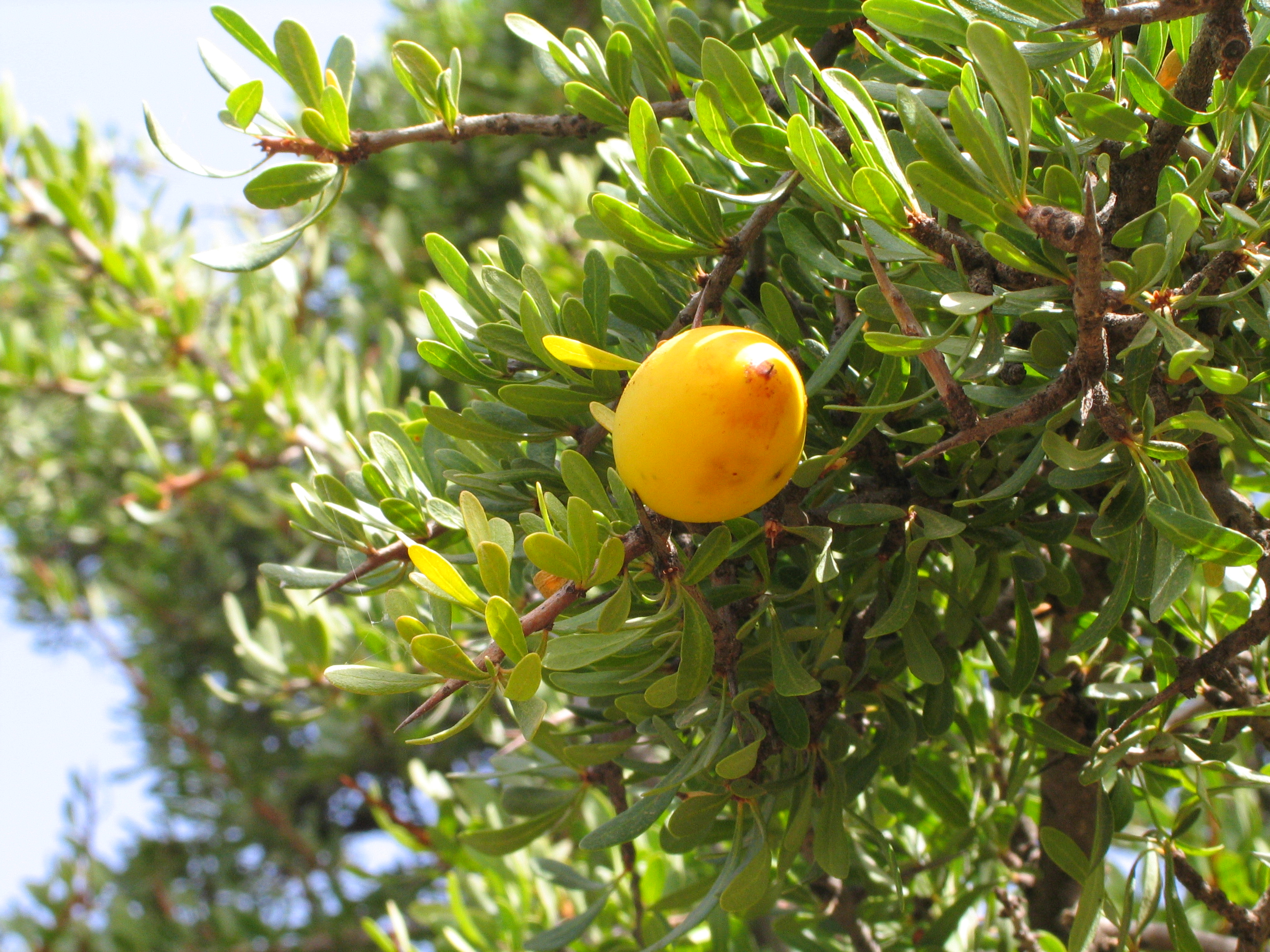
Argan, frutto di Argania spinosa
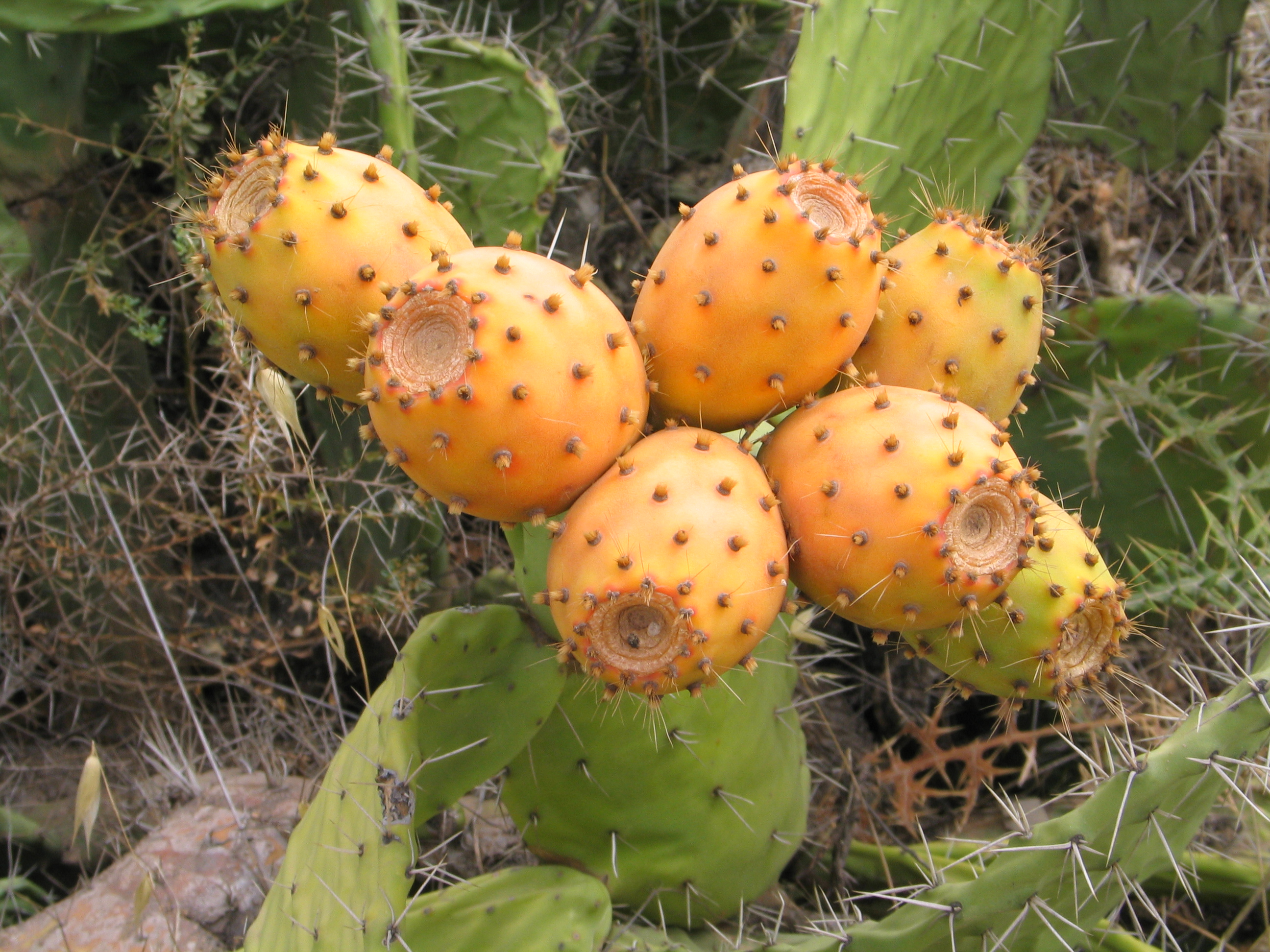
Fichidindia, frutti di Opuntia ficus-indica
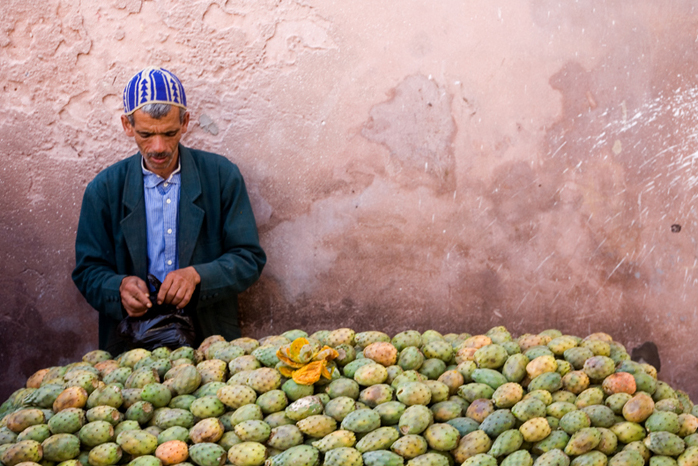
Fichi d'india, frutti di Opuntia ficus-indica
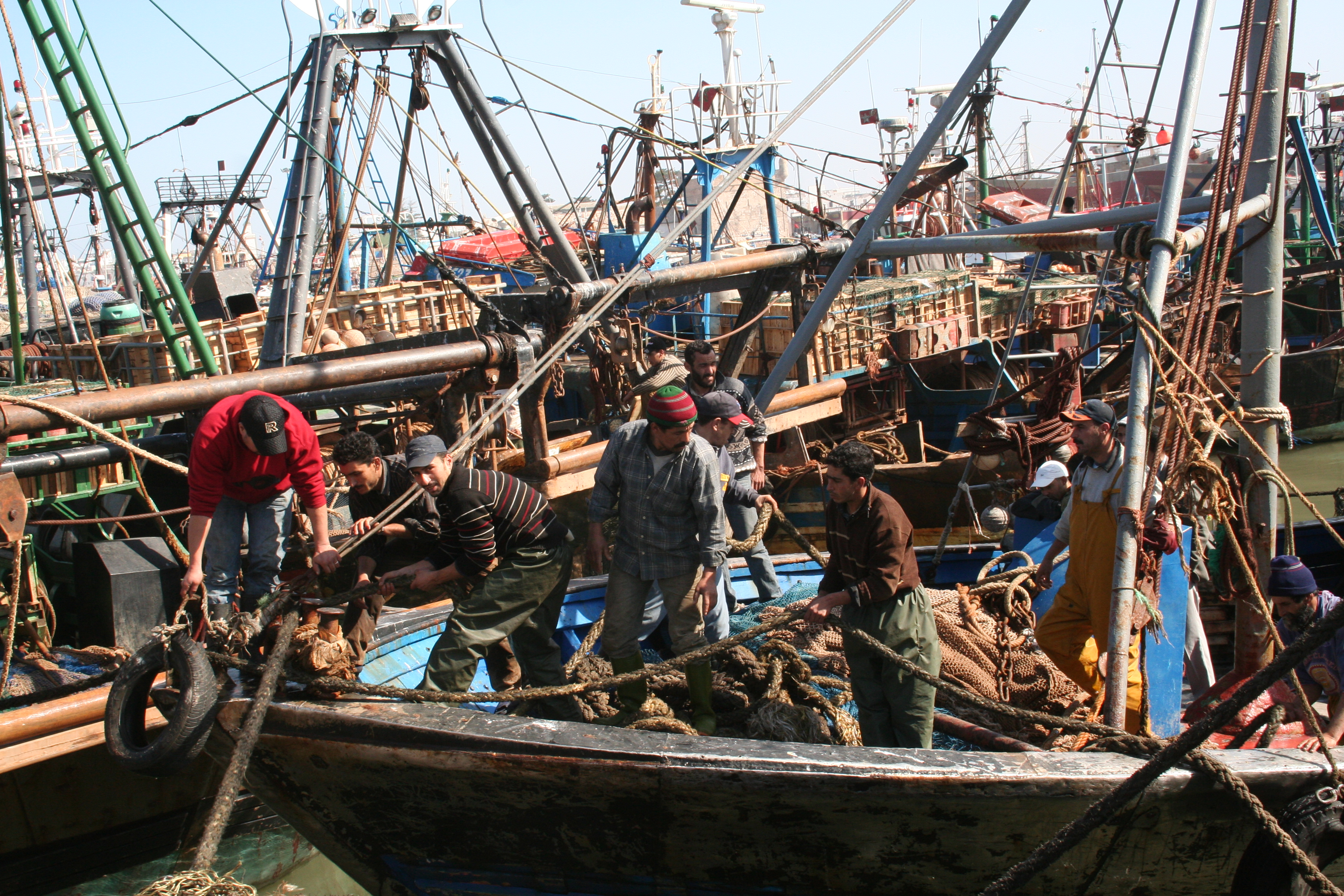
Porto di pesca